# Élection présidentielle burundaise de 2010
L'élection présidentielle burundaise de 2010 s'est déroulée le 28 juin 2010.